# 黃睿璿
黄睿璿（2005年2月8日—），臺灣男子羽毛球運動員。

## 簡歷
黃睿璿父黃全成、母詹雅玲皆是臺灣知名羽球選手，其姊黃宥薰同為羽球運動員。
2022年10月，中華臺北在世界青年羽毛球錦標賽混合團體項目首度晉級決賽。決賽面對韓國時，黃睿璿在對方2比0率先聽牌時與蔡富丞出戰第三點雙打，並以2比1（21-18、17-21、21-13）戰勝赵松炫／朴范秀，成為隊中於決賽取勝的唯一一點，最終助隊伍奪得亞軍，為隊史最佳成績。11月，與黃宥薰搭配，在巴林國際系列賽混合雙打晉級四強。
2024年9月，黃睿璿搭檔何志偉在越南公開賽奪得世界巡迴賽首冠。

## 主要比賽成績
只列出曾進入準決賽的國際賽事成績：
| 年份   | 賽事                     | 公開賽級別 | 項目     | 拍檔   | 成績   |
| ------ | ------------------------ | ---------- | -------- | ------ | ------ |
| 2022年 | 世界青年羽毛球錦標賽     | 其他       | 混合團體 | －     | 亞軍   |
| 2022年 | 巴林羽毛球國際系列賽     | 國際系列賽 | 混合雙打 | 黃宥薰 | 準決賽 |
| 2023年 | 丹麥羽毛球大師賽         | 國際挑戰賽 | 男子雙打 | 何志偉 | 準決賽 |
| 2023年 | 世界青年羽毛球錦標賽     | 其他       | 混合團體 | －     | 季軍   |
| 2023年 | 世界青年羽毛球錦標賽     | 其他       | 男子雙打 | 黃琮譯 | 季軍   |
| 2024年 | 越南羽球公開賽           | 超級100賽  | 男子雙打 | 何志偉 | 冠軍   |
| 2024年 | 印尼泗水羽毛球國際挑戰賽 | 國際挑戰賽 | 男子雙打 | 何志偉 | 準決賽 |
| 2024年 | 越南北江羽毛球國際系列賽 | 國際系列賽 | 男子雙打 | 何志偉 | 冠軍   |
| 2024年 | 越南寧平羽毛球國際系列賽 | 國際系列賽 | 男子雙打 | 何志偉 | 冠軍   |
| 2025年 | 普吉府羽毛球國際系列賽   | 國際系列賽 | 男子雙打 | 何志偉 | 準決賽 |
| 2025年 | 美國羽球公開賽           | 超級300賽  | 男子雙打 | 何志偉 | 亞軍   |
| 2025年 | 加拿大羽球公開賽         | 超級300賽  | 男子雙打 | 何志偉 | 準決賽 |

| 2018-2026年 | 總決賽 | 超級1000賽 | 超級750賽 | 超級500賽 | 超級300賽 | 超級100賽 | 國際挑戰賽 | 國際系列賽 | 未來系列賽 | 其他 |

## 外部連結
- 黃睿璿在BWFBadminton.com（英语）
- 黃睿璿在BWF.TournamentSoftware.com（英语）
- 黃睿璿在Flashscore（英语）